# Équipe cycliste Russian Helicopters
L'équipe cycliste Russian Helicopters est une ancienne équipe cycliste russe fondée en 2013 par l'entreprise Hélicoptères de Russie et ayant le statut d'équipe continentale jusqu'à son arrêt fin 2014.

## Histoire de l'équipe

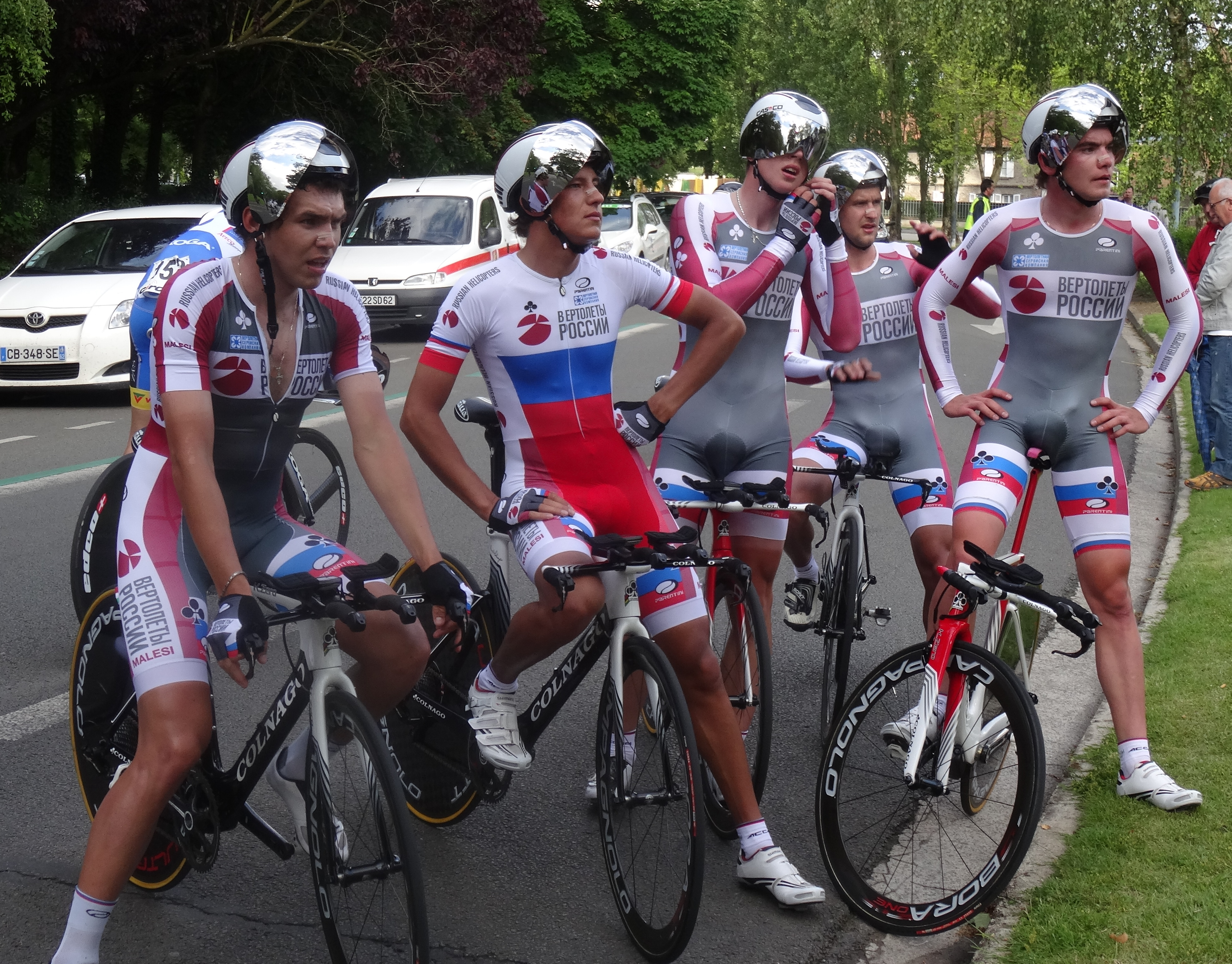
Les coureurs de l'équipe observant le temps qu'ils ont fait lors du contre-la-montre par équipes de la 1re étape du Paris-Arras Tour 2014 reliant Lens à Arras.

### 2014
Pour la saison 2014, l'équipe Helicopters devient Russian Helicopters. Son effectif est constitué de seize coureurs, tous russes. Cinq victoires sont dénombrées : Alexander Evtushenko remporte le 3 avril la 3e étape du Grand Prix de Sotchi, Andrey Sazanov la 3e étape du Grand Prix d'Adyguée le 18 avril et Ievgueni Kovalev la 5e étape du Grand Prix Udmurtskaya Pravda le 15 juin ; enfin, Alexander Evtushenko remporte le 26 juin le championnat de Russie du contre-la-montre espoirs et Ivan Savitskiy le championnat de Russie sur route espoirs deux jours plus tard.

## Championnats nationaux
- Championnats de Russie : 2
  - Course en ligne espoirs : 2014 (Ivan Savitskiy[1])
  - Contre-la-montre espoirs : 2014 (Alexander Evtushenko[1])

## Classements UCI
L'équipe participe aux circuits continentaux et principalement à des épreuves de l'UCI Europe Tour. Les tableaux ci-dessous présentent les classements de l'équipe sur les différents circuits, ainsi que son meilleur coureur au classement individuel.
UCI America Tour
| Saison | Classement par équipes | Meilleur coureur au classement individuel |
| ------ | ---------------------- | ----------------------------------------- |
| 2014   | 32e                    | Ievgueni Kovalev (210e)                   |

UCI Europe Tour
| Saison | Classement par équipes | Meilleur coureur au classement individuel |
| ------ | ---------------------- | ----------------------------------------- |
| 2013   | 79e                    | Alexander Foliforov (266e)                |
| 2014   | 84e                    | Roman Kustadinchev (405e)                 |

## Effectif 2014
Seize coureurs constituent l'effectif 2014 de l'équipe. Aleksandr Komin entre dans l'équipe le 1er avril, Ivan Kovalev la quitte le 20 juin pour RTS-Santic Racing, Alexander Antonov et Alexander Lobanov y font leur entrée le 1er août.
| Cycliste             | Date de naissance | Nationalité | Équipe 2013   |
| -------------------- | ----------------- | ----------- | ------------- |
| Maxim Andreev        | 28 mai 1995       | Russie      |               |
| Alexander Antonov    | 8 mars 1995       | Russie      |               |
| Pavel Chursin        | 21 avril 1995     | Russie      |               |
| Alexander Evtushenko | 30 juin 1993      | Russie      | Helicopters   |
| Alexander Grigoriev  | 21 mars 1992      | Russie      | Helicopters   |
| Aleksandr Komin      | 12 avril 1995     | Russie      |               |
| Ievgueni Kovalev     | 6 mars 1989       | Russie      | RusVelo       |
| Ivan Kovalev         | 26 juillet 1986   | Russie      | RusVelo       |
| Alexey Kurbatov      | 9 mai 1994        | Russie      | Helicopters   |
| Roman Kustadinchev   | 3 août 1995       | Russie      |               |
| Pavel Leonov         | 25 avril 1995     | Russie      |               |
| Alexander Lobanov    | 29 avril 1995     | Russie      |               |
| Artem Nych           | 21 mars 1995      | Russie      |               |
| Ivan Savitskiy       | 6 mars 1992       | Russie      | RusVelo       |
| Andrey Sazanov       | 25 janvier 1994   | Russie      |               |
| Matvey Zubov         | 22 janvier 1991   | Russie      | Itera-Katusha |